# Rich Matteson

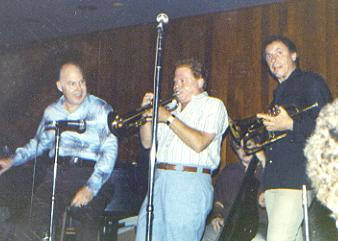
Rich Matteson (links), met trompettist Red Rodney en Ira Sullivan, in Village Jazz Lounge in Walt Disney World

Richmond Albert Matteson (Forest Lake (Minnesota), 12 januari 1929 - Jacksonville (Florida), 25 juni 1993) was een Amerikaanse multi-instrumentalist, componist, arrangeur, bigband-leider en educator in de jazz. Zijn voornaamste instrument was de eufonium, maar hij speelde ook trompet, trombone, tuba, helicon en piano. Hij was de belangrijkste eufonium-solist die de jazz gekend heeft.
Matteson speelde tijdens zijn diensttijd in legerbands (1950-1952). Hij studeerde aan de University of Iowa, zijn belangrijkste instrumenten waren de tuba en de eufonium. In 1957 verhuisde hij naar Las Vegas, waar hij speelde bij Bob Scobey (1958) en de Dukes of Dixieland (1959-1961). In 1967 leidde hij de Brothers Castro Big Band in Mexico City. Vanaf 1973 was hij verbonden aan het College of Music van de University of North Texas (tot 1992). Met tubaïst Harvey Phillips richtte hij in 1976 het 'Matteson-Phillips Tubajazz Consort' op, een groep met drie eufoniumspelers, drie tubaspelers en een ritmesectie.
Matteson arrangeerde voor onder meer Pete Peterson en John Blount. 
In 1991 ontving hij een Down Beat Lifetime Achievement Award.

## Discografie
- Have You Heard? (met University of North Florida Jazz Ensemble), Walrus Records 1989 (Sea Breeze, 1990)
- Life's a Take, Four Leaf Clover Records, 2003
- Pardon Our Dust, We're Making Changes, Four Leaf Clover Records, 2003
- Easy Street, Four Leaf Clover Records

- International Standard Name Identifier: 0000 0000 6775 8423
- Library of Congress Control Number: no96034650
- MusicBrainz: a01d38c8-d71e-4b45-9d9f-f6d60b5fc164
- Nederlandse Thesaurus van Auteursnamen: 166278203
- Virtual International Authority File: 14363958
- WorldCat: E39PBJjxy6XyGXKr3yBDmwYpT3